# Muzeum Geologiczne im. Henryka Teisseyre we Wrocławiu
Muzeum Geologiczne im. Henryka Teisseyre we Wrocławiu – jednostka Instytutu Nauk Geologicznych Uniwersytetu Wrocławskiego, przy ulicy Cybulskiego 30.

## Historia Muzeum

### Przed 1945
Wrocławskie muzeum geologiczne jest kontynuatorem działalności założonego w roku 1812 Gabinetu Mineralogicznego (gromadzącego również skały i skamieniałości) i działającego w latach 1897-1945 Muzeum Geologicznego Uniwersytetu Wrocławskiego. Do 1855 kolekcja stała Gabinetu była skromna ilościowo i jakościowo, gdyż większość zbiorów należała do kolejnych dyrektorów, którzy zabierali je wraz z odejściem ze stanowiska. Dopiero kolejny dyrektor Ferdinand Roemer rozbudował znacząco własne zbiory Gabinetu, doprowadził też do przeniesienia w 1866 całej katedry wraz Gabinetem z dotychczasowej siedziby w gmachu obecnej Katedry Biologii Człowieka (były jezuicki Konwikt św. Józefa) do wybudowanego z jego inicjatywy gmachu obecnego Instytutu Farmacji Akademii Medycznej projektu Milczewskiego. Tam urządzono m.in. Muzeum Mineralogiczne, które wbrew nazwie, prezentowało nie tylko minerały, ale również typy skał oraz skamieniałości, przy czym przeważała część paleontologiczna. W momencie otwarcia muzeum w 1868 wydano też pierwszy przewodnik popularyzatorski po nim (autorstwa Roemera). W 1897 rozdzielono muzeum na oddzielne muzea: geologiczno-paleontologiczne i mineralogiczne.
Zbiory gromadzone przez ponad 130 lat zostały na krótko przed oblężeniem Wrocławia w znacznej części wywiezione z miasta i ukryte w kościołach w Świerzawie i Strzegomiu. Po roku 1945 udało się odzyskać około jedną trzecią z nich.

### Po 1945
Odzyskane zbiory były przechowywane w mieszczącym się od roku 1949 przy ul. Cybulskiego Instytucie Nauk Geologicznych, jednocześnie dzięki pracownikom instytutu, prywatnym darczyńcom i innym instytucjom zgromadzona kolekcja skał i minerałów stale się powiększała. w latach 1972-1975 dzięki inicjatywie prof. Henryka Teisseyre'a wygospodarowano w budynku instytutu miejsce pod przyszłe muzeum. Choć decyzja o utworzeniu placówki formalnie zapadła w czerwcu 1981, to sale ze zbiorami były udostępnione już w roku 1977. W roku 1985 muzeum otrzymało imię swojego twórcy.
Kierownikami Muzeum byli:
- Jadwiga Gorczyca-Skała (w latach 1981–1993)
- Tadeusz Gunia (1993–1999)
- Andrzej Grodzicki (1999–2005)
- Bolesław Wajsprych (2006–2011)
- Paweł Raczyński (2011–)[2]

Katalogi zbiorów muzeum zestawiły Jadwiga Gorczyca-Skała i Joanna Solecka.

## Muzeum dziś
Obecnie w muzeum można oglądać następujące stałe ekspozycje:
1. Rozwój roślin lądowych – kolekcja skamieniałości roślinnych z całego świata
2. Rozwój świata zwierzęcego – kolekcja skamieniałości zwierzęcych z całego świata
3. Dokumentacja stratygrafii utworów skalnych Sudetów i ich przedpola – zbiory skamieniałości
4. Budowa geologiczna Sudetów i ich przedpola – zbiory skał z których zbudowane są Sudety
5. Jak powstają skały – zestaw skał do bezpośredniego oglądania
6. Masyw Ślęży – zestaw skał pochodzących z Masywu Ślęży i plansze opisujące ich wykorzystanie

Muzeum jest otwarte od poniedziałku do soboty. Prowadzi także lekcje muzealne, warsztaty oraz wystawy czasowe.